# Батчтаун (Іллінойс)
Батчтаун (англ. Batchtown) — селище (англ. village) в США, в окрузі Калгун штату Іллінойс. Населення — 170 осіб (2020).

## Географія
Батчтаун розташований за координатами 39°2′0″ пн. ш. 90°39′12″ зх. д. / 39.03333° пн. ш. 90.65333° зх. д. (39.033196, -90.653366).  За даними Бюро перепису населення США в 2010 році селище мало площу 4,83 км², уся площа — суходіл.

## Демографія
Згідно з переписом 2010 року, у селищі мешкало 214 осіб у 84 домогосподарствах у складі 60 родин. Густота населення становила 44 особи/км².  Було 110 помешкань (23/км²).
Расовий склад населення:
| - 100,0 % — білих |

До двох чи більше рас належало 0,0 %. Частка іспаномовних становила 0,5 % від усіх жителів.
За віковим діапазоном населення розподілялося таким чином: 22,0 % — особи молодші 18 років, 64,9 % — особи у віці 18—64 років, 13,1 % — особи у віці 65 років та старші. Медіана віку мешканця становила 40,3 року. На 100 осіб жіночої статі у селищі припадало 107,8 чоловіків;  на 100 жінок у віці від 18 років та старших — 96,5 чоловіків також старших 18 років.
Середній дохід на одне домашнє господарство  становив 73 444 долари США (медіана — 66 875), а середній дохід на одну сім'ю — 85 109 доларів (медіана — 76 250). За межею бідності перебувало 6,3 % осіб, у тому числі 11,8 % дітей у віці до 18 років та 0,0 % осіб у віці 65 років та старших.
Цивільне працевлаштоване населення становило 117 осіб. Основні галузі зайнятості: мистецтво, розваги та відпочинок — 17,9 %, освіта, охорона здоров'я та соціальна допомога — 16,2 %, будівництво — 13,7 %, фінанси, страхування та нерухомість — 12,0 %.